# Chiesa di San Francesco d'Assisi (Gela)
La chiesa di San Francesco d'Assisi  è una chiesa di Gela consacrata a San Francesco d'Assisi, confinante con il civico Palazzo di Città.

## Storia
A unica navata sorge sui resti di un'altra risalente al 1499, poi riedificata nel 1659 in stile tardo-barocco siciliano, un tempo annesso al convento dei frati minori conventuali.
Fra le diverse tele sono presenti alcune opere attribuite allo Zoppo di Gangi (vita di S. Francesco), a Filippo Paladini (Martirio di Santa Orsola), a Vito D'Anna (Deposizione, 1768). L'acquasantiera in marmo è del XVI secolo, per la fattura attribuibile con ogni probabilità alla scuola dei Gagini. Completano il corredo della chiesa gelese un gruppo di statue lignee settecentesche e due monumenti funerari marmorei (uno dedicato a d. Carlo Chiarandà, 1748; l'altro dedicato a d. Bernardino Strazzerio).
Dopo recenti restauri sono emersi antichi affreschi dimenticati assieme alle vetuste dorature degli altari.

## La lapide commemorativa dedicata a Dante Alighieri
Noto a pochi è l'omaggio della città siciliana di Gela al Sommo poeta italiano. Infatti, nel 1921, come dimostra il testo della lapide sita nella suddetta chiesa sulla parete nord, il vescovo di Piazza Armerina mons. Mario Sturzo a futura memoria dettò personalmente il contenuto sotto lo stemma dell'Ordine francescano.
Il testo della lapide è il seguente:
(Lapide commemorativa posata a Gela a ricordo del sesto centenario della morte di Dante Alighieri)